# Honestiores и humiliores
Honestiores и humiliores (ед. ч. — honestior и humilior соответственно) — категории населения Римской империи, пришедшие в конце II века н. э. на смену делению на граждан и перегринов. Законодательство не устанавливало чётких границ между категориями: все члены некоторых сословий относились к высшей категории, honestiores, но и отдельные представители других слоёв населения также могли рассматриваться как honestiores; остальное свободное население принадлежало к humiliores, низшей категории, а рабы находились вне этого деления. Основные отличия между honestiores и humiliores лежали в области уголовного права.
К категории honestiores относились сенаторы, эквиты, куриалы, высшие гражданские и военные чины, ветераны, медики, профессора, к категории humiliores — плебеи, коллегиаты (члены коллегий), колоны и другие. Поскольку многие сословия являлись наследственными, статус honestior'а также часто наследовался. Изначально законодательство предоставляло привилегии сословиям из категории honestiores по отдельности, но с течением времени в законах стала упоминаться вся категория целиком: например, судей за уголовные преступления и адвокатов за вымогательство стали исключать не из сенаторов или эквитов, а из категории honestiores.
Слова honestior и humilior являются превосходными степенями прилагательных honestus (с лат. — «порядочный, уважаемый, благородный») и humilis (с лат. — «низкий, ничтожный, смиренный»). В. С. Сергеев предлагает переводы «благородные» и «неблагородные», Р. Ю. Виппер — «высокородные» и «низкородные», Н. А. Машкин — «почётные» и «мелкие люди», А. Р. Корсунский — «почтенные» и «низшие».

## История
Законодательное различие между группами населения, входящими в категории honestiores и humiliores, начали появляться при императорах Адриане (правил 117—138), Антонине Пие (138—161) и Марке Аврелии (161—180). Деление на honestiores и humiliores стало приобретать важность в конце II века в связи с уменьшением роли римского гражданства: неграждане не могли начать карьеру эквита или сенатора, но достаточно обеспеченные для такой карьеры люди просто приобретали гражданство; не допускались в легионы и престижную преторианскую гвардию (только во вспомогательные части римской армии), но желающие зачастую получали гражданство при вступлении.
C другой стороны, уменьшавшиеся отличия между гражданами и перегринами сохранялись в уголовной области, которые позже легли в основу отличий между honestiores и humiliores. Так, граждане не могли быть подвергнуты пыткам или порке, а также казнены, за исключением солдат или с правом личного обращения к римскому императору. По мере того как обращение к императору практиковалось всё чаще, его стали перенаправлять губернаторам: в I веке губернаторам некоторых императорских провинций, а с III века — стабильно большинству. Для этого губернаторам вручали право merum imperium (также известное как ius gladii), дававшее ту же власть над humiliores, что и над перегринами, а потому соответствующее отличие между перегринами и гражданами-humiliores стёрлось.
Последним шагом к упадку института гражданства стал эдикт Каракаллы (212 год), который дал гражданство всему населению империи. К этому времени латинское гражданство уже было приравнено к римскому, поэтому население Италии автоматически являлось гражданами; в наиболее цивилизованных частях латиноязычного Запада (южной Галлии, Испании, римской провинции Африки) гражданство также было распространено; с другой стороны, в греческом Востоке право на автоматическое римское гражданство имелось только у небольшого числа территорий, хотя богатые семьи и приобретали его самостоятельно. При этом merum imperium начали стабильно выдавать всем губернаторам, тем самым по отношению к humiliores стало возможным применение казни, порки и пыток.
По мнению советского историка А. Р. Корсунского, корни категории humiliores лежат в инфамии — ограничении некоторых гражданских прав. К группе infames относились бывшие граждане, совершившие некоторые уголовные преступления, с позором выгнанные из армии или принадлежащие к «неприличным» профессиям — проститутки, ростовщики, актёры. Преданные инфамии не могли занимать гражданские и военные должности, выступать в качестве свидетелей, имели ограничения на вступление в брак — многое из того, что позднее будет свойственно humiliores. Позднее понятие infames расширяется: инфамия стала вызываться также финансовой несостоятельностью, а Кодекс Гермогениана (около 325) явно уточняет, что бедность является препятствием к подаче исков в суд.
Так, в одном из законов императора Константина I (правил 306—337) в разряд людей, которые не могли выходить замуж за сенаторов и высших чиновников, были включены humilis abiectaque personae (с лат. — «низкие и опустившиеся люди»). Император Маркиан (правил 450—457) посчитал, что Константин не мог «предпочесть денежное состояние естественным добродетелям», и интерпретировал эту фразу как относящуюся не к бедным свободным женщинам, а ко всему классу из людей, не входящих в остальные, ранее упомянутые классы. Таким образом, размежевание ещё не оформленных категорий honestiores и humiliores происходило и в виде социальной дифференциации.

## Отличия
Сведения об отличиях категорий известны из законодательных источников: Сентенций Павла (ок. 300 года), Кодекса Феодосия (438), Дигестов (533). При этом в двух последних в аналогичном значении применялись многочисленные синонимы: altiores, dignae et idoneae personae, meliores и т. д. для высшей или viliores, indignae et pauperiores personae, sordidiores и т. д. для низшей категорий. Юридический статус honestiores и humiliores во многом определялся в том числе отдельно для сословных групп: так, должности дуумвиров и других муниципальных магистров занимали только куриалы.
От публичных работ munera sordida были освобождены все honestiores. Многие из них — сенаторы, высшие чиновники с достаточным стажем, honorati (верхний слой куриалов), медики, профессора, ветераны, арендаторы императорских поместий — имели иммунитет от всех личных повинностей. На иллюстриев и спектабилей (два из трёх титулов сенаторов времён империи) и высших чиновников не распространялись также военная повинность и повинность предоставлять рекрутов. Во II—III веках судам полагается оказывать большее доверие honestiores, а позднее — привлекать в качестве свидетелей только их. Право humiliores вызывать в суд в качестве ответчиков honestiores постепенно ограничивается. Принудительному заключению и пыткам могли подвергаться только humiliores (и рабы — в эпоху республики пытки применялись только к ним).
Меры наказания, применявшиеся к honestiores и humiliores за одни и те же преступления, систематически отличались. Так, за кражи, участие в мятежах и укрывательство дезертиров к первым применялась конфискация части имущества, а ко вторым — принудительные работы на рудниках; за более тяжкие — грабёж могил, создание культов, выдачу себя за лицо высшего звания — к honestiores применялась relegatio — ссылка на остров с конфискацией имущества, а humiliores могли быть казнены. Виды смертной казни — назначаемой, например, за человеческие жертвоприношения — также отличались: для honestiores это было обезглавливание, а для humiliores — damnatio ad bestias или распятие на кресте.
В частном праве отличий было меньше. Например, honestiores могли заключать сделки самостоятельно, а humiliores — только в присутствии преторов. Постепенно вводили ограничения на браки между honestiores и humiliores. Так, при императоре Константине I (правил 306—337) был введёт запрет на браки между сенаторами и женщинами из нижней части humiliores, а при императоре Маркиане (правил 450—457) — со всеми humiliores.